# Троицкий раскоп
Тро́ицкий раскоп — место археологических изысканий в Великом Новгороде. Находится на территории исторического Людина конца, у начала Троицкой-Пробойной (в советское время — Пролетарской) улицы. Своё название получил по имени рядом стоящей церкви Троицы (первоначальная постройка — 1365 года).

## История
В 1973 году Новгородская археологическая экспедиция под руководством академика В. Л. Янина начала работы на указанной территории. До этого времени в Людином (Гончарском) конце раскопки никогда не производились и сведения об этой территории Новгорода можно было почерпнуть только из письменных источников.
До Великой Отечественной войны территория раскопа была занята каменными двухэтажными зданиями, одно из которых простояло в целости до 1976 года. Фундамент другого был к тому времени уже скрыт под слоем земли, на котором местными жителями были устроены огороды. Давление фундаментов на почву нарушило верхние пласты культурного слоя, прожав их на 1,5 м.
При начале работ выяснилось, что в сохранности оставалась только западная часть раскопа, в которой впоследствии культурные слои были разработаны на всю глубину. В доведенных до материка участках изысканий ранние слои датируются 20—30-ми годами X века. Район раскопа Троицкий XI заселяется в начале X века, население проживало здесь постоянно. Для Троицкого раскопа получено 3274 дендродаты. На Троицком раскопе первый пик строительной активности в 930—940 годах связан с появлением в этом районе усадеб и мостовых. Следующие периоды строительной активности отмечены на Троицком раскопе в 950—960, 990, 1010, 1030—1040, 1080—1090 годах. Также как и на Неревском раскопе на Троицком раскопе достаточно чётко обозначен пик строительной активности в 1110 годах, когда район восстанавливался после пожара 1113 года.
Однородность материалов по домостроительству и близость керамического набора  ранних напластований Троицкого и Неревского раскопов являются важным аргументом против предположения о разноэтничности первоначальных поселений на территории Людина и Неревского концов.
С 2008 года на Троицкий раскоп проводятся экскурсии (с 11 июня по 17 сентября, ежедневно, кроме понедельника). По данным «Центра развития туризма „Красная Изба“» с 2008 по 2010 годы Троицкий раскоп посетили 6637 человек.

## Находки
За время работ на раскопе археологами были найдены десятки тысяч всевозможных предметов, которыми пользовались древние новгородцы, включая инструменты, посуду, конское, военное снаряжение и украшения.
В 1998 году на Троицком раскопе нашли клад состоявший из 11 фальшивых дирхамов, отлитых из оловянистого сплава.
Основными находками считаются свыше 20 городских усадеб XI—XV веков, мастерская художника XII века Олисея Гречина, более 400 берестяных грамот (в том числе грамота № 955 с обсценной лексикой), печати, восковая книга XI века — Новгородская Псалтирь, обнаружение которой, согласно месту и датировке, позволяет предположить, что именно в этой части города находилась школа, которую в 1030 году велел основать князь Ярослав Мудрый. Три церы из Троицкого раскопа (слой второй половины XIV века) имеют ближайшие аналоги в материалах ганзейских городов, в частности, Любека и обнаружены на одной из усадеб в составе других западноевропейских предметов. На нижненемецком языке написана берестяная грамота с заклинанием № 753 (середина XI века, усадьба К). Она является одним из самых ранних германских памятников. Берестяная грамота № 552 (усадьба А, «Меркурию воину», конец XII века) написана на греческом языке.
В 1975 году в слоях середины XI века были найдены древнейшие лирообразные пятиструнные гусли, на которых имеется кириллическая надпись «Словиша».
В 1980 году здесь были обнаружены 2 деревянных цилиндра, а в 1999 году — 38 деревянных пломб-цилиндров с надписями и знаками рюриковичей. На одном из деревянных замков-цилиндров из слоя конца XI века с территории усадьбы Ж был вырезан знак трикветр.
В 1994 году на Троицком раскопе (кв. 1131) нашли печать князя Ярослава Мудрого. Видимо, это единственное известное прижизненное изображение князя.
На Троицком раскопе (Троицкий I—XII) найдено 4 наконечника ножен мечей.
В августе 2013 года на Троицком раскопе в слоях второй половины XI века был найден фрагмент кости с кириллическими и глаголическими буквами (№ 28). До этого глаголица в надписях на бытовых предметах археологам не встречалась.
На найденной в 1980 году на Троицком раскопе V под датируемым второй половиной XI века настилом мостовой Черницыной улицы плоской деревянной бирке имеется надпись «УСТИЕВАК…», означающая «устье Ваги», но записанная с заменой звонкого звука на глухой. По мнению А. А. Зализняка, надпись сделал либо обрусевший карел, либо носитель говора с прибалтийско-финским субстратом. На найденной в 2010 году на Троицком раскопе XIII деревянной бирке имеется надпись «МЕСТУЙ» (МЪСТОУИ) — имя сборщика дани. В основе имени находится славянский антропоним Мест- с окончанием на -уй, характерным для прибалтийско-финских имён. В 2017 году на Троицком-XV раскопе в слоях рубежа XII—XIII веков была найдена деревянная дощечка-бирка длиной ок. 15 см с надписью «ꙊСТЪЄѢМЪЧѢ» («Устье Емци»), вырезанной красивым почерком.
На усадьбе Ж в финальном нижнем пласте середины X века найдена деревянная лука седла, аналогичная костяным обкладкам X века из Шестовиц, Киева и Чернигова. В слоях первой половины XI века найдены металлические «крылатые» удила III типа с грызлом и псалиями.
На Троицком X раскопе самые ранние слои датируются 30-ми годами X века. Круторогая привеска-лунница с Троицкого X раскопа (предматерик, кв. 1049) происходит из слоёв второй четверти X века. Время бытования лунниц на Троицком раскопе — с первой половины X века до первой половины XIV века. Хронологическая лакуна второй половины XI века указывает на сакральное значение привесок-лунниц как языческих амулетов в X — первой половине XI века и утрату их первоначального значения к началу XII века.
Всего на Троицких I—XI раскопах исследовано 839 сооружений. Изыскания на Троицком раскопе помогли также определить направления некоторых ключевых для древнего Новгорода улиц, местоположение известных из письменных источников объектов — церквей, усадеб и так далее. В первых ярусах слоя, датируемого второй половиной X — первой половиной XI века, была найдена примыкающая к южной границе усадьбы У небольшая постройка с мощными брёвнами на нижних венцах и жердями диаметром около 8 см на верхних. Внутри сооружения находился стерильный слой песка, а также один большой камень и несколько маленьких. А. С. Хорошев связывал подобные сооружения с новгородскими банями. В Новгороде практически одновременно были распространены однокамерные деревенские (чёрные) бани-срубы архаичного варианта, однокамерные бани-срубы с предбанником и чистые бани — двухкамерные срубы-пятистенки. Чистые бани на усадьбах, включённых в массив патронального клана боярского семейства Мирошкиничей, зафиксированы в наиболее ранних напластованиях и предшествуют сменяющим их примитивным однокамерным постройкам. Также в слое второй половины X — первой половины XI века найдена вислая свинцовая печать князя Святослава Ярославича (1027—1076).
Чашка весов средних размеров с граффито найдена в слое середины X века Троицкого VI раскопа под подкладками галереи сруба VI-64 в предматериковом слое. Она относится к начальному периоду существования усадьбы «А» и почти идентична двум комплектам чашек саманидского происхождения из погребений в Тимерёво и Межаресе (Латвия). Крышка миниатюрного футляра с рисунком, вписанным в наименьший из циркульных кругов, найдена в слое второй половины X века.
В слоях середины XIII века нашли ребро домашнего животного. На кости обнаружили текст на кириллице: «молвила куна соболи 102». По мнению Алексея Гиппиуса, речь идёт о некотором количестве соболиных шкур, которые могут быть товаром, либо данью. В Новгороде 70 % находок кабаньих амулетов происходят с Троицкого раскопа. В культурном слое XIII века нашли языческий амулет из кабаньего клыка, на острие которого надет украшенный орнаментом металлический наконечник.
На Троицком раскопе XVI нашли деревянную разъёмную форму для изготовления кирпичей, что подтвердило предположение о том, что глина набивалась в деревянную форму-рамку без дна.
При исследованиях на Троицком раскопе выявили, что освоение Людина конца началось в 30-е годы X века. В западной части в то время ещё располагались пашни. В слое второй половины X века застройка была зафиксирована уже на всей раскопанной территории.
В ходе изысканий в Троицком XVI раскопе в слое первой половины — середины XIII века были найдены остатки четырёхстенного сруба 6×6 метров с прямоугольной печью в центре, а под его южным венцом сруба был найден череп козы.
В найденной на Троицком раскопе в слое XIV века (1380-е — 1390-е гг.) берестяной грамоте № 1170 встречено первое упоминание в древнерусских источниках слова бояре: «говорит перед боярами ни вязан, ни [бит был]… тоже не бит… говорит также… доряд ему ныне в город…».

## Настоящее время
Троицкий раскоп является действующим. Суммарная площадь исследований составляет более 800 м² (площадь Троицких XIII и XIV раскопов) (первоначально 320 м²).
С лета 2008 года на территории раскопа открыт «Театр времени» — экспозиция под открытым небом, позволяющая туристам спуститься на материк, на уровень почвы, который соответствует X веку.
В августе 2009 года на Троицком раскопе состоялся Праздник материка, приуроченный к выходу раскопок на уровень материкового слоя.
Летом 2010 года в слоях рубежа XII—XIII веков была найдена 1000-я новгородская берестяная грамота.
В непосредственной близости от Троицкого раскопа находятся Детинец, Кремлёвский парк и Екатерининская горка.
В августе 2011 года на Троицком XIV раскопе была проведена зачистка материка. В 2013 году был заложен Троицкий XV раскоп. В 2014 году закончены работы на Троицком XIII раскопе.